# Diarmait mac Conaing
Diarmait mac Conaing (mort en 786) est roi de Brega issu du sept Uí Chonaing de Cnogba (Knowth) du Síl nÁedo Sláine une lignée des Uí Néill du sud. Il est le fils de Conaing mac Amalgado (mort en 742) 
et le frère de Congalach mac Conaing (mort en 778), précédents rois. Il règne de 778 à 786. 
L'Ard ri Erenn Donnchad Midi mac Domnaill (mort en 797) fait campagne contre le Leinster en 780, puis conclut la paix. L'année suivante, en 781, la bataille de Rig intervient entre le Síl nÁedo Sláine et les Uí Garrchon, lignée du Laigin, et leur roi Cú Chongalt est tué. Donnchad avait soumis Brega en 778 et les annales ne précisent pas si cette action contre les Uí Garrchon fait partie de la campagne de Donnchad ou s'il s'agit d'un acte de défiance des hommes de Brega ou même d'un simple conflit frontalier sans autre implication. Cette campagne est significative car les deux septs du Nord Brega du Síl nÁedo Sláine, les Uí Chernaig et les Uí Chonaing y participent conjointement alors que ces deux septs s'étaient combattus pendant tout le VIIIe siècle. Diarmait et son cousin Conaing mac Dúngaile conduisaient le sept Uí Chonaing.
En 786, Febordaith, l'abbé de Tuilén, est tué apparemment par le Síl nÁedo Sláine. L'Ard ri Erenn Donnchad Midi le venge en attaquant et écrasant les forces du Síl nÁedo Sláine lors de la bataille de Lia Finn or Tuilén. Diarmait est tué avec son parent Conaing mac Dúngaile. De nouveau, les deux septs, Uí Chernaig et Uí Chonaing, combattaient ensemble.